# Selfless (album)
Selfless è il terzo album in studio del gruppo industrial metal britannico Godflesh, pubblicato nel 1994.

## Tracce
1. Xnoybis – 5:55
2. Bigot – 4:34
3. Black Boned Angel – 6:47
4. Anything Is Mine – 3:59
5. Empyreal – 6:02
6. Crush My Soul – 4:27
7. Body Dome Light – 5:31
8. Toll – 4:12
9. Heartless – 5:32
10. Mantra – 7:27
11. Go Spread Your Wings (CD bonus track) – 23:50

## Formazione
- G. C. Green – basso, sintetizzatore
- Justin Broadrick – chitarra, voce